# O Ewigkeit, du Donnerwort, BWV 20
O Ewigkeit, du Donnerwort, BWV 20 (Oh Eternitat! Paraula terrible), és una cantata religiosa de Johann Sebastian Bach per al primer diumenge després de la Trinitat, estrenada a Leipzig l'11 de juny de 1724.

## Origen i context
El diumenge de la Trinitat, el primer després de Pentecosta tanca un capítol de l'any litúrgic que comença al novembre amb l'Advent. Amb aquesta cantata Bach inicia el primer cicle de les anomenades cantates corals, basades en himnes de la tradició luterana, un any després de la seva arribada a Leipzig. El text anònim, està basat en una cançó cèlebre de Johan Rist, de l'any 1642, inspirada en la paràbola de l'home ric i Llàtzer, de l'evangeli de Lluc (16, 19-31). Per a aquest diumenge es conserven, també, les cantates BWV 39 i BWV 75, dels anys 1726 i 1723, respectivament.

## Anàlisi
Obra escrita per a contralt, tenor, baix i cor; trompa da tirarsi, tres oboès, corda i baix continu. Consta d'onze números, dividits en dues parts, que acaben amb el mateix coral, harmonitzats, respectivament, sobre el vuitè i dotzè versos del càntic.
1. Cor:  O Ewigkeit du Donnerwort  (Oh Eternitat! Paraula terrible)
2. Recitatiu (tenor):  Kein Unglück ist in aller Welt zu finden  (No hi ha dolor al món)
3. Ària (tenor):  Ewigkeit, du machst mir bange (Eternitat, tu que em fas tremolar)
4. Recitatiu (baix):  Gesetzt, es dau'rte der Verdammten Qual (Suposeu que el turment dels culpables)
5. Ària (baix):  Gott ist gerecht in seinen Werken:  (Déu és just en les seves obres)
6. Ària (contralt):  O Mensch, errette deine Seele (Oh, Home! Redimeix la teva Ànima)
7. Coral: Solang ein Gott im Himmel lebt (Mentre al Cel hi hagi un Déu)

Segona part
1. Ària (baix): Wacht auf, wacht auf, verlornen Schafe (Atents, Atents, anyells extraviats!)
2. Recitatiu (contralt): Verlass, o Mensch, die Wollust dieser Welt (Abandona, home, les temptacions del món)
3. Ària (duet de contralt i tenor): O Menschenkind'’ (Oh, Fill de l'Home)
4. Coral:  O Ewigkeit, du Donnerwort (Oh Eternitat! Paraula terrible)

El cor inicial una de les parts més importants de la cantata, segueix l'esquema de l'obertura a la francesa (amb les tres seccions típiques) amb el seu ritme característic amb punts i el contrast del pas d'un tempo greu a vivace; la trompa que duplica la part de soprano, fa el paper de la imatge sonora de la trompeta del Judici Final en aquest cor i, també, en els altres dos que tanquen les dues parts de l'obra. El nombre, relativament gran, de números per als solistes i el cor, són molt concisos, en particular els recitatius, i les àries són variades tant pel que fa a la instrumentació com a la seva naturalesa. Té una durada aproximada d'una mitja hora.

## Discografia seleccionada
- J.S. Bach: Das Kantatenwerk. Sacred Cantatas Vol. 2. Nikolaus Harnoncourt, Wiener Sängerknaben & Chorus Viennensis, Hans Gillesberger (director del cor), Concentus Musicus Wien, Paul Esswood, Kurt Equiluz, Max van Egmond. (Teldec), 1994.
- J.S. Bach: The complete live recordings from the Bach Cantata Pilgrimage. CD 27: St Giles' Cripplegate, Londres; 25 i 26 de juny de 2000. John Eliot Gardiner, Monteverdi Choir, English Baroque Soloists, Wilke te Brummelstroete, Paul Agnew, Dietrich Henschel. (Soli Deo Gloria), 2013.
- J.S. Bach: Complete Cantatas Vol. 10 . Ton Koopman, Amsterdam Baroque Orchestra & Choir, Michael Chance, Paul Agnew, Klaus Mertens. (Challenge Classics), 2005.
- J.S. Bach: Cantatas Vol. 22. Masaaki Suzuki, Bach Collegium Japan, Robin Blaze, Jan Kobow, Peter Kooij. (BIS), 2002.
- J. S. Bach: Church Cantatas Vol. 6. Helmuth Rilling, Gächinger Kantorei, Bach-Collegium Stuttgart, Verena Gohl, Theo Altmeyer, Wolfgang Schöne. (Hänssler), 1999.
- J.S. Bach: Cantatas for the Complete Liturgical Year Vol. 7. Sigiswald Kuijken, La Petite Bande, Petra Noskaiova, Marcus Ullman, Jan van der Crabben. (Accent), 2008.